# Nivelles-Baulers
Nivelles-Baulers je dirkališče, ki leži blizu belgiskega mesta Bruselj. V letih 1972 in 1974 je gostilo dirko Formule 1 za Veliko nagrado Belgije.

## Zmagovalci
| Leto | Dirkač             | Moštvo       | Poročilo |
| ---- | ------------------ | ------------ | -------- |
| 1974 | Emerson Fittipaldi | McLaren-Ford | Poročilo |
| 1972 | Emerson Fittipaldi | Lotus-Ford   | Poročilo |